# 守家
守家（もりいえ）は、鎌倉時代の備前国の刀工の世襲名。初代の守家は、福岡一文字守近の孫で、はじめ備前国畠田村、のちに長船村に住んだので「備前守家」「畠田守家」などとも呼ばれた。
初代は建長から正元期、長船派の光忠と同時代に活躍した。二代は文永から弘安期に活躍した。初代は二字の銘が多く、二代は長い銘が多い。南北朝時代から室町時代にもこの名の刀工が存在することが確認できる。
平成20年（2008年）現在、太刀十本が重要文化財。